# Sphenomorphus woodfordi
Espèce
Synonymes
- Lygosoma woodfordi Boulenger, 1887

Sphenomorphus woodfordi est une espèce de sauriens de la famille des Scincidae.

## Répartition
Cette espèce est endémique des îles Salomon. Elle se rencontre :
- dans les îles Shortland, les îles Florida et sur les îles de Choiseul, de Makira et d'Ugi au Salomon ;
- sur l'île de Bougainville en Papouasie-Nouvelle-Guinée.

## Publication originale
- Boulenger, 1887 : Catalogue of the Lizards in the British Museum (Nat. Hist.) III. Lacertidae, Gerrhosauridae, Scincidae, Anelytropsidae, Dibamidae, Chamaeleontidae. London, p. 1-575 (texte intégral).